# Le Promeneur de l'éternité
Pour plus de détails, voir Fiche technique et Distribution.
Le Promeneur de l'éternité (Time Walker en version originale) est un film de série B de 1982, réalisé par Tom Kennedy. Ce film fut notamment diffusé à la télévision aux États-Unis le 4 juillet 1992, sous le titre Being from Another Planet en tant qu'épisode 405 dans le cadre de la série Mystery Science Theater 3000 visant à réaliser un commentaire humoristique des plus mauvais films (souvent des films de science-fiction de série B).

## Résumé
Alors que Douglas McCadden (Ben Murphy), un professeur de l'université de Californie, explore la tombe de l'ancien pharaon Toutânkhamon, un soudain tremblement de terre cause l'écroulement d'un mur, révélant une chambre secrète. Dans cette chambre, McCadden trouve une momie à l'intérieur d'un sarcophage de pierre. À l'insu de McCadden, la « momie » nouvellement découverte n'est pas le corps d'un égyptien décédé. Il s'agit en fait d'un extraterrestre en état d'animation suspendue, qui a été couvert de bandelettes et enterré vivant des milliers d'années auparavant. L'alien est également enduit d'une moisissure verte extrêmement toxique.
Le corps est ramené à l'université et McCadden le fait examiner par le Dr Ken Melrose (Austin Stoker) puis radiographier par l'étudiant Peter Sharpe (Kevin Brophy) avant d'organiser une conférence de presse sur la découverte. En examinant ses radios, Sharpe découvre que cinq cristaux sont situés près de la tête de la « momie ». Il dérobe alors les cristaux, réalise d'autres clichés radio pour couvrir son vol et vend quatre des cristaux à des étudiants n'ayant pas connaissance de leur origine. La seconde radiographie provoque une surdose de radiations sur le corps, ce qui réactive non seulement les propriétés corosives et dévoreuses de chair de la moisissure, mais cause également le réveil de l'extraterrestre qui s'extrait de  son sarcophage.
Le lendemain, lors de la conférence de presse, un des étudiants de McCadden touche une tache de moisissure sur le sarcophage ce qui détruit l'un de ses doigts. Le sarcophage est alors ouvert, révélant la disparition de la momie. Melrose et sa collègue, le Dr Hayworth (Antoinette Bower), tentent d'identifier la moisissure et d'empêcher sa croissance.
En premier lieu, tout le monde suppose que la disparition de la momie résulte d'une farce de quelque fraternité étudiante. Néanmoins Wendell J. Rossmore (James Karen), le président de l'université, veut mettre le « vol » sur le compte de McCadden, afin de pouvoir attribuer la direction de l'expédition égyptienne à l'assistant de Rossmore : Bruce Serrano (Sam Chew Jr.).
Pendant ce temps, la « momie » prend en chasse les étudiants en possession des cristaux volés, lesquels sont en fait les composants essentiels d'un dispositif de transport galactique qui permettra à l'extraterrestre de retourner sur sa planète natale. L'alien récupère ses cristaux avec brutalité et lorsqu'il s'en prend violemment à une étudiante, le lieutenant Plummer (Darwin Joston) est appelé pour enquêter sur le crime. Comme d'autres étudiants sont tués ou sérieusement blessés, Plummer pense être sur la piste d'un tueur en série.
Tandis que Plummer conduit son enquête, McCadden traduit un texte en hiéroglyphes inscrit sur le sarcophage, dans l'espoir de jeter quelque lumière sur l'identité de la momie. Le texte révèle que Toutânkhamon découvrit l'alien dans un état semblable au coma. Pensant que la créature inconsciente était un dieu, le pharaon et ses serviteurs le touchèrent et furent tués par sa moisissure infectieuse. Toutânkhamon, ses serviteurs et l'extraterrestre furent alors enterrés dans la tombe du pharaon. McCadden ayant réalisé que la « momie » est un alien fait le rapprochement avec les cristaux. Il remonte alors la piste des cristaux volés jusqu'à Sharpe, qui admet le vol et donne à McCadden l'unique cristal qu'il avait conservé pour lui-même.
Lors du dénouement du film, McCadden, Rossmore, Serrano, deux étudiants, un agent de sécurité et l'alien se retrouvent tous dans une chaufferie où l'extraterrestre a installé son dispositif de transport. L'alien active l'appareil en y plaçant le dernier cristal récupéré. Ses bandelettes de momie se désintègrent, révélant sa vraie forme. L'agent de sécurité tente de lui tirer dessus mais touche McCadden par accident. L'alien prend la main de McCadden et ils disparaissent ensemble. Il ne reste qu'un cristal là où se tenait l'extraterrestre. Serrano s'empare du cristal et la moisissure détruit sa main. 
Le film se termine sur une inscription indiquant « À suivre ».[réf. nécessaire]

## Fiche technique
- Titre original : Time Walker
- Titre français : Le Promeneur de l'éternité
- Réalisation : Tom Kennedy (en)
- Scénario : Tom Friedman et Karen Levitt, d'après une histoire de Tom Friedman et Williams
- Photographie : Robbie Greenberg
- Musique : Richard Band
- Production : Dimitri Villard, Jason Williams
- Budget : 750 000 $
- Pays d'origine : États-Unis
- Format : Couleurs - 35 mm - 1,85:1 - Mono
- Genre : science-fiction
- Durée : 83 minutes
- Date de sortie : novembre 1982

## Distribution
- Ben Murphy : professeur Douglas McCadden
- Nina Axelrod : Susie Fuller
- Kevin Brophy (en) : Peter Sharpe
- James Karen : Jack Parker
- Austin Stoker : Dr  Wendell J. Rossmore
- Darwin Joston : Lt. Plummer
- Antoinette Bower : Dr Hayworth
- Sam Chew Jr : . Dr Bruce Serrano
- Shari Belafonte : Linda Flores
- Melissa Prophet (it) : Jennie
- Gerard Prendergast : Greg Hauser